# A Little Less Conversation
A Little Less Conversation is een nummer van de Amerikaanse zanger Elvis Presley. Het nummer werd in september 1968 uitgebracht als de B-kant van de single Almost in Love. In 2002 bracht de Nederlandse dj Junkie XL onder de naam JXL een remix van het nummer uit, die verscheen op Presleys verzamelalbum ELV1S: 30 No. 1 Hits en zijn eigen album Radio JXL: A Broadcast from the Computer Hell Cabin.

## Originele versie
A Little Less Conversation is geschreven door Mac Davis en Billy Strange en geproduceerd door Presley. Hij zong het nummer oorspronkelijk in zijn film Live a Little, Love a Little; de A-kant van de single, Almost in Love, verscheen eveneens in deze film. Hij nam het nummer op 7 maart 1968 op in een studio in Hollywood, maar werd tot november 1970 niet uitgebracht op een album, toen het op de verzamel-lp Almost in Love terechtkwam. Presley wordt op het nummer begeleid door drummer Hal Blaine, gitarist Al Casey, basgitarist Larry Knechtel en pianist Don Randi. Er werd bepaald dat de zestiende take van het nummer de beste was; deze werd uiteindelijk uitgebracht. Op het album Almost in Love werd echter take 10 gebruikt.
Als B-kant van Almost in Love kwam A Little Less Conversation tot plaats 69 in de Amerikaanse Billboard Hot 100. Later in 1968 nam hij het nummer opnieuw op voor de televisiespecial Elvis die zijn comeback inluidde, maar dit nummer werd destijds niet uitgezonden. In 1998 werd het alsnog uitgebracht op het compilatiealbum Memories: The '68 Comeback Special.

## Versie met Junkie XL
Nadat A Little Less Conversation in 2001 werd gebruikt in de film Ocean's Eleven, werd er in 2002 een remix van het nummer gemaakt door de Nederlandse dj Junkie XL, alias JXL. In deze remix zingt Presley lager, wordt er meer nadruk gegeven op de gitaren, zijn blazers te horen en is er een drumbeat die aan funk doet denken. Junkie XL was de eerste artiest die niet eerder met Presley had samengewerkt die na zijn overlijden een remix van een van zijn nummers mocht maken. Leona Philippo verzorgt de achtergrondzang op het nummer.
A Little Less Conversation werd een wereldwijde nummer 1-hit, zo bereikte het onder anderen in het Verenigd Koninkrijk, Australië, Canada, Ierland en Nieuw-Zeeland de hoogste positie. In de Amerikaanse Billboard Hot 100 kwam het echter niet verder dan de vijftigste plaats. In Nederland werd het een nummer 1-hit in de Mega Top 100, maar bleef het in de Top 40 steken op de tweede plaats. In Vlaanderen kwam het tot de derde positie in de Ultratop 50.
A Little Less Conversation werd op het laatste moment toegevoegd aan het verzamelalbum ELV1S: 30 No. 1 Hits, waarop alle nummer 1-hits van Presley in de Verenigde Staten en het Verenigd Koninkrijk op stonden. In 2005 behaalde het nummer opnieuw enkele hitlijsten nadat het werd uitgebracht als onderdeel van een campagne waarbij alle Britse nummer 1-hits van Presley een heruitgave kregen. In het Verenigd Koninkrijk behaalde het de derde plaats, terwijl het in Nederland ditmaal op de achttiende plaats in de Single Top 100 terechtkwam.

## Hitnoteringen
Alle noteringen zijn behaald door de versie van Elvis Presley vs. JXL.

### Nederlandse Top 40
| Hitnotering: 22-06-2002 t/m 28-09-2002 | Hitnotering: 22-06-2002 t/m 28-09-2002 | Hitnotering: 22-06-2002 t/m 28-09-2002 | Hitnotering: 22-06-2002 t/m 28-09-2002 | Hitnotering: 22-06-2002 t/m 28-09-2002 | Hitnotering: 22-06-2002 t/m 28-09-2002 | Hitnotering: 22-06-2002 t/m 28-09-2002 | Hitnotering: 22-06-2002 t/m 28-09-2002 | Hitnotering: 22-06-2002 t/m 28-09-2002 | Hitnotering: 22-06-2002 t/m 28-09-2002 | Hitnotering: 22-06-2002 t/m 28-09-2002 | Hitnotering: 22-06-2002 t/m 28-09-2002 | Hitnotering: 22-06-2002 t/m 28-09-2002 | Hitnotering: 22-06-2002 t/m 28-09-2002 | Hitnotering: 22-06-2002 t/m 28-09-2002 | Hitnotering: 22-06-2002 t/m 28-09-2002 | Hitnotering: 22-06-2002 t/m 28-09-2002 |
| Week                                   | 1                                      | 2                                      | 3                                      | 4                                      | 5                                      | 6                                      | 7                                      | 8                                      | 9                                      | 10                                     | 11                                     | 12                                     | 13                                     | 14                                     | 15                                     |                                        |
| -------------------------------------- | -------------------------------------- | -------------------------------------- | -------------------------------------- | -------------------------------------- | -------------------------------------- | -------------------------------------- | -------------------------------------- | -------------------------------------- | -------------------------------------- | -------------------------------------- | -------------------------------------- | -------------------------------------- | -------------------------------------- | -------------------------------------- | -------------------------------------- | -------------------------------------- |
| Positie                                | 13                                     | 4                                      | 2                                      | 2                                      | 2                                      | 3                                      | 3                                      | 3                                      | 2                                      | 6                                      | 7                                      | 10                                     | 15                                     | 26                                     | 37                                     | uit                                    |

### Mega Top 100
| Hitnotering week 1 t/m 20: 15-06-2002 t/m 26-10-2002 Hitnotering week 21 t/m 23: 30-04-2005 t/m 14-05-2005 | Hitnotering week 1 t/m 20: 15-06-2002 t/m 26-10-2002 Hitnotering week 21 t/m 23: 30-04-2005 t/m 14-05-2005 | Hitnotering week 1 t/m 20: 15-06-2002 t/m 26-10-2002 Hitnotering week 21 t/m 23: 30-04-2005 t/m 14-05-2005 | Hitnotering week 1 t/m 20: 15-06-2002 t/m 26-10-2002 Hitnotering week 21 t/m 23: 30-04-2005 t/m 14-05-2005 | Hitnotering week 1 t/m 20: 15-06-2002 t/m 26-10-2002 Hitnotering week 21 t/m 23: 30-04-2005 t/m 14-05-2005 | Hitnotering week 1 t/m 20: 15-06-2002 t/m 26-10-2002 Hitnotering week 21 t/m 23: 30-04-2005 t/m 14-05-2005 | Hitnotering week 1 t/m 20: 15-06-2002 t/m 26-10-2002 Hitnotering week 21 t/m 23: 30-04-2005 t/m 14-05-2005 | Hitnotering week 1 t/m 20: 15-06-2002 t/m 26-10-2002 Hitnotering week 21 t/m 23: 30-04-2005 t/m 14-05-2005 | Hitnotering week 1 t/m 20: 15-06-2002 t/m 26-10-2002 Hitnotering week 21 t/m 23: 30-04-2005 t/m 14-05-2005 | Hitnotering week 1 t/m 20: 15-06-2002 t/m 26-10-2002 Hitnotering week 21 t/m 23: 30-04-2005 t/m 14-05-2005 | Hitnotering week 1 t/m 20: 15-06-2002 t/m 26-10-2002 Hitnotering week 21 t/m 23: 30-04-2005 t/m 14-05-2005 | Hitnotering week 1 t/m 20: 15-06-2002 t/m 26-10-2002 Hitnotering week 21 t/m 23: 30-04-2005 t/m 14-05-2005 | Hitnotering week 1 t/m 20: 15-06-2002 t/m 26-10-2002 Hitnotering week 21 t/m 23: 30-04-2005 t/m 14-05-2005 | Hitnotering week 1 t/m 20: 15-06-2002 t/m 26-10-2002 Hitnotering week 21 t/m 23: 30-04-2005 t/m 14-05-2005 |
| Week | 1 | 2 | 3 | 4 | 5 | 6 | 7 | 8 | 9 | 10 | 11 | 12 | 13 |
| --- | --- | --- | --- | --- | --- | --- | --- | --- | --- | --- | --- | --- | --- |
| Positie | 53 | 7 | 1 | 1 | 1 | 1 | 1 | 2 | 3 | 3 | 6 | 6 | 8 |
| Week | 14 | 15 | 16 | 17 | 18 | 19 | 20 | | 21 | 22 | 23 | | |
| Positie | 12 | 19 | 24 | 30 | 41 | 54 | 77 | uit | 18 | 35 | 57 | uit | |

### NPO Radio 2 Top 2000
| Nummer met noteringen in de NPO Radio 2 Top 2000 | '07  | '08 | '09  | '10  | '11  | '12 | '13  | '14  | '15  | '16  | '17  | '18  | '19  | '20  | '21-'22 | '23  | '24  |
| ------------------------------------------------ | ---- | --- | ---- | ---- | ---- | --- | ---- | ---- | ---- | ---- | ---- | ---- | ---- | ---- | ------- | ---- | ---- |
| A Little Less Conversation                       | 1567 | -   | 1292 | 1481 | 1566 | 745 | 1240 | 1506 | 1640 | 1773 | 1835 | 1855 | 1826 | 1956 | -       | 1851 | 1771 |

1. ↑  Een '-' betekent dat het nummer niet was genoteerd en een vetgedrukt getal geeft de hoogste notering aan.
2. ↑  2007 was het eerste jaar met een notering voor dit nummer.